# Metapotonia fungiacola
Metapotonia fungiacola är en kräftdjursart som beskrevs av Bruce 1967. Metapotonia fungiacola ingår i släktet Metapotonia och familjen Palaemonidae. Inga underarter finns listade i Catalogue of Life.